# Miriam A. Ferguson
Miriam Amanda Wallace Ferguson, detta Ma (Contea di Bell, 13 giugno 1875 – Austin, 25 giugno 1961), è stata una politica statunitense, una delle prime due donne (insieme a Nellie Tayloe Ross) ad essere eletta governatrice di uno stato. È stata la prima governatrice del Texas, per due mandati non consecutivi, dal 1925 al 1927 e dal 1933 al 1935.

## Biografia

### Primi anni di vita
Miriam Amanda Wallace nacque nella contea di Bell, in Texas e studiò presso il Salado College e al Baylor Female College. A 24 anni, sposò James Edward Ferguson, un avvocato che in seguito divenne uomo politico, eletto a governatore del Texas. Il suo soprannome, "Ma", deriva dalle sue iniziali "M. A." e dal fatto che suo marito era noto come "Pa" Ferguson. La coppia ebbe due figlie, Ouida Wallace Ferguson e Dorrace Watt Ferguson.

## Vita politica
Suo marito fu governatore del Texas dal 1915 al 1917. Durante il suo secondo mandato, venne indagato dal procuratore generale Dan Moody per le azioni intraprese contro la facoltà dell'Università del Texas. Il Senato dello Stato del Texas lo condannò per dieci reati e chiese l'impeachment, impedendogli di ricoprire di nuovo l'incarico.

### Elezione del 1924 e primo mandato
Dopo l'impeachment e la condanna di suo marito, Ma Ferguson divenne candidata alle primarie per la nomina democratica a governatore. Ebbe successo, sostenuta apertamente da suo marito, che lei affermò di voler consultare per avere consigli. Fu eletta in carica alle elezioni generali del 1924. Durante la sua campagna, chiarì di essere una candidata fantoccio di suo marito, affermando che gli elettori avrebbero ottenuto "due governatori al prezzo di uno". I suoi discorsi ai raduni consistettero nel presentare il marito e farlo salire sul palco. Uno slogan della campagna comune era: "Io per Ma, e non ho nulla di negativo contro Pa".
Dopo la sua vittoria alle primarie dei democratici, Ferguson sconfisse George C. Butte, un avvocato di spicco e rettore dell'Università del Texas che emerse come il più forte candidato repubblicano in Texas dalla ricostruzione. A causa della diffusa corruzione durante il mandato di suo marito che provocò il suo impeachment, migliaia di elettori cambiarono la loro posizione, votando il candidato repubblicano alle elezioni generali. I repubblicani di solito prendevano tra gli 11.000 e i 30.000 voti per il governatore, ma Butte vinse con quasi 300.000 voti, molti dei quali arrivati da donne e suffragette. Il Texas era ancora principalmente uno stato democratico e Ferguson ricevette 422.563 voti (58,9 percento) contro i 294.920 di Butte (41,1 percento). Butte fu sostenuto nelle elezioni generali dall'ex governatore William P. Hobby, che era succeduto a James Ferguson nel 1917 e che aveva vinto un intero mandato nel 1918.
Nel 1924 Ma Ferguson divenne la prima donna eletta alla guida del Texas. Fu la seconda governatrice statale negli Stati Uniti e la prima ad essere eletta in una elezione generale. Nellie Tayloe Ross aveva prestato giuramento come governatrice del Wyoming per finire il termine non scaduto del suo defunto marito due settimane prima dell'inaugurazione di Ferguson, sebbene Ross e Ferguson abbiano vinto le rispettive elezioni lo stesso giorno. Il responsabile della campagna di Ferguson era Homer T. Brannon di Fort Worth, in Texas.
Nel 1926 il procuratore generale Dan Moody, che aveva indagato su suo marito per appropriazione indebita e aveva recuperato 1 milione di dollari per i cittadini del Texas, fu il suo avversario alle elezioni. La sconfisse, diventando il successivo e poi il più giovane governatore del Texas. L'attivismo delle suffragette fornì un importante contributo alla sua sconfitta, poiché queste donne sostennero Moody e fecero una campagna a suo favore.

### Elezione del 1932 e secondo mandato
Ma Ferguson corse di nuovo nel 1932. Vinse per poco la nomination democratica davanti al contendente Ross S. Sterling, poi sconfisse abbondantemente il repubblicano Orville Bullington alle elezioni generali, con 521.395 voti (61,6 per cento) contro 322.589 (38,1 per cento). Fu un anno di successi per i democratici, che videro Franklin D. Roosevelt eletto presidente degli Stati Uniti. Bullington era cugino della prima moglie di John G. Tower, futuro senatore degli Stati Uniti dal Texas. Andò molto più forte della maggior parte dei candidati repubblicani del Texas in quel periodo, ma fu lontano da avere i numeri di Butte del 1924 contro Ferguson.
Il secondo mandato di Ferguson come governatrice fu meno controverso del suo primo. Si diceva che i contratti con le autostrade statali andassero solo alle compagnie pubblicizzate sul quotidiano Ferguson, il Ferguson Forum. Una commissione della Camera indagò su queste voci, ma nessuna accusa fu mai formulata. Nell'ottobre 1933 Ferguson firmò la legge Texas House Bill 194, determinante per stabilire l'Università di Houston come istituzione di istruzione superiore quadriennale.

## Visione politica

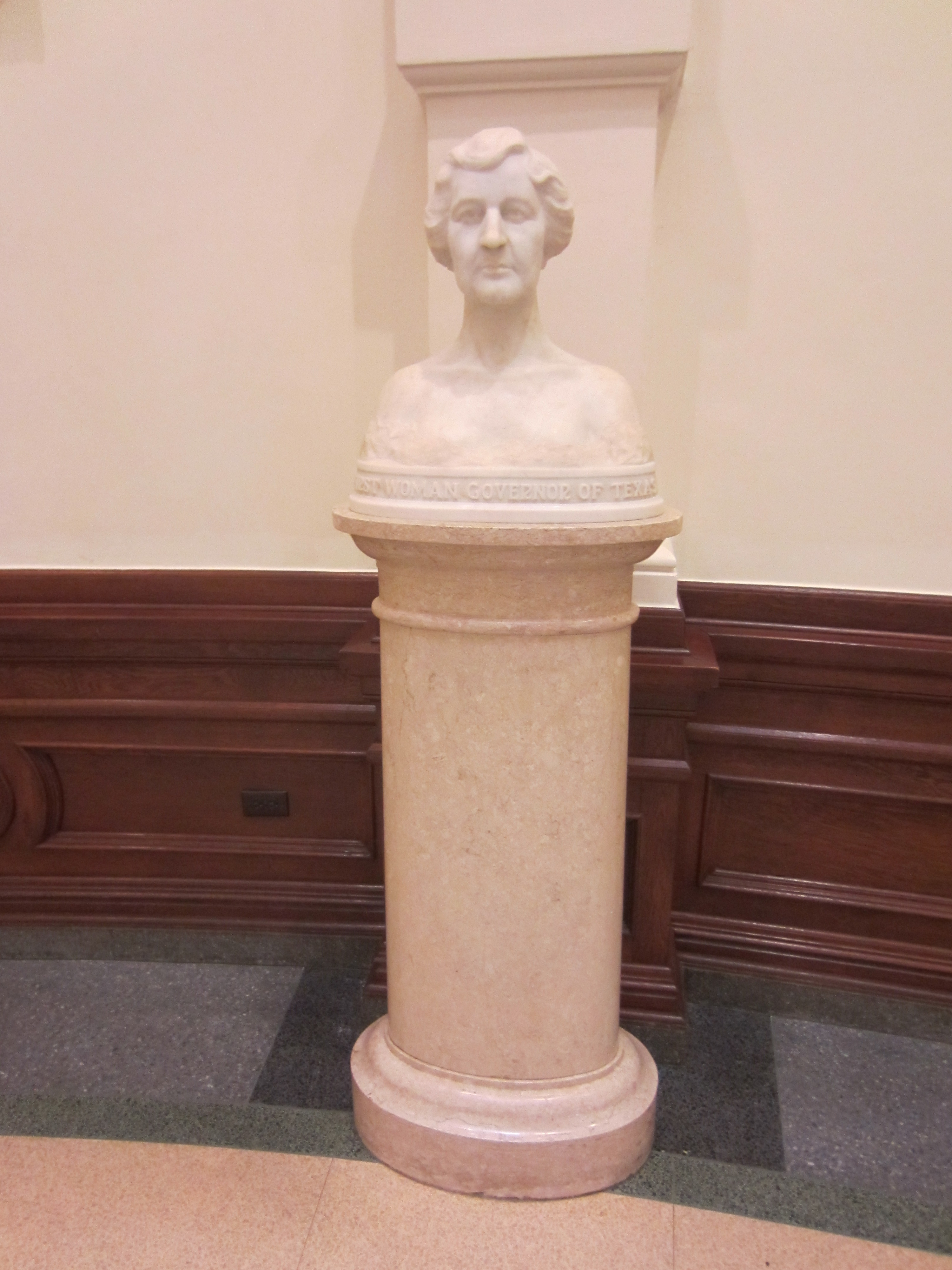
Busto di Ferguson di Enrico Cerracchio

Il "Fergusonismo", come veniva chiamato il marchio populista dei Ferguson, rimase un argomento controverso in Texas. Come governatrice, Ma Ferguson affrontò alcune delle questioni più difficili di quel momento. Sebbene astemia come suo marito, si allineò con i "wets" - persone a favore dell'abrogazione - nella battaglia sul proibizionismo. Si oppose al Ku Klux Klan, in declino dopo il 1925 a causa di un omicidio e di uno scandalo sessuale che coinvolse il suo presidente.
Ferguson venne descritta come una conservatrice fiscale, ma che spinse anche per un'imposta statale sulle vendite e sul reddito delle società. A Miriam Ferguson venne spesso attribuita una citazione che si riferisce al bilinguismo nelle scuole del Texas: "Se l'inglese era abbastanza buono per Gesù Cristo, dovrebbe essere abbastanza buono per i bambini del Texas". Variazioni di questa affermazione sono state datate al 1881 e spesso venivano usate per ridicolizzare la pretesa arretratezza di vari cristiani. Ma Ferguson non dette veramente origine alla citazione.
Ma Ferguson concesse quasi 4.000 atti di grazia durante i suoi due mandati non consecutivi, molti dei quali a persone libere che erano state condannate per violazione delle leggi di proibizione. Nel 1930, tra i due mandati di Ferguson, il Segretario di Stato del Texas Jane Y. McCallum pubblicò un opuscolo dove criticava le numerose grazie concesse dall'ex governatrice. Sebbene non siano mai state provate, persistevano voci sul fatto che le grazie fossero disposte in cambio di pagamenti in contanti al marito della governatrice. Nel 1936, gli elettori approvarono un emendamento alla costituzione statale che spogliava il governatore del potere di emettere la grazia e conferiva tale potere ad un Consiglio dei perdoni e della libertà per buona condotta del Texas, politicamente indipendente.

## Post-governatorato
Fatta eccezione per l'offerta fallita per sostituire il governatore W. Lee "Pappy" O'Daniel nel 1940, i Ferguson rimasero ritirati dalla vita politica dopo il 1935. Nella campagna del 1940 Ma Ferguson seguì il principale rivale di O'Daniel, Ernest O. Thompson di Amarillo, che era commissario della Texas Railroad.
La via Ferguson Cut Off, tra Hwy. 290 East e la vecchia Manor Road, ad Austin, in Texas, prende il nome da Ma Ferguson.
Suo marito, James, morì di ictus nel 1944. Miriam Ferguson morì di scompenso cardiaco congestizio nel 1961 all'età di 86 anni. Fu sepolta nel Texas State Cemetery ad Austin.